# 六線豆娘魚
六線豆娘魚（学名：Abudefduf sexfasciatus），又稱六帶雀鯛，在為輻鰭魚綱鱸形目隆頭魚亞目雀鯛科的其中一種。傳統台灣漁民多將它和Chromis屬的一些相似品種統稱為厚殼仔，原因是台灣漁民有捕獲珊瑚礁魚類作食用的習慣，所以在買賣這類價值不高的漁獲時，為方便溝通，一律統稱它們為同一俗名進行買賣；不過近年，水族界已逐漸將它的俗名定為軍曹，以將它個別區分出來，研究其飼養行為和習性。Abudefduf屬的魚類品種非常之多，它們分佈全球各處珊瑚礁，數量眾多，由於外表稍欠觀賞價值，各個品種的外觀和習性也極為相似，所以水族界常習慣將所有Abudefduf屬的品種也同時俗稱為軍曹。

## 分布
本魚分布於印度太平洋區，包括紅海、東非、台灣、土阿莫土群島、日本南部、羅得豪島、拉帕群島、夏威夷、菲律賓、印尼、澳洲北部、越南、泰國等海域。

## 深度
水深0至12公尺。

## 特徵
本魚體呈藍灰色，腹側呈淡黃色，體呈卵圓形而側扁。吻短而略尖。眼中大，上側位。口小，上頜骨末端不及眼前緣；齒單列，齒端具缺刻。體側有5條黑色橫帶，其中最後一條位於尾柄上。體被大櫛鱗；側線之有孔鱗片19至21個。尾鰭叉形，上下緣均有一黑色橫帶。背鰭硬棘13枚；軟條12至16枚；臀鰭硬棘 2枚；軟條12至14枚。體長可達15公分。

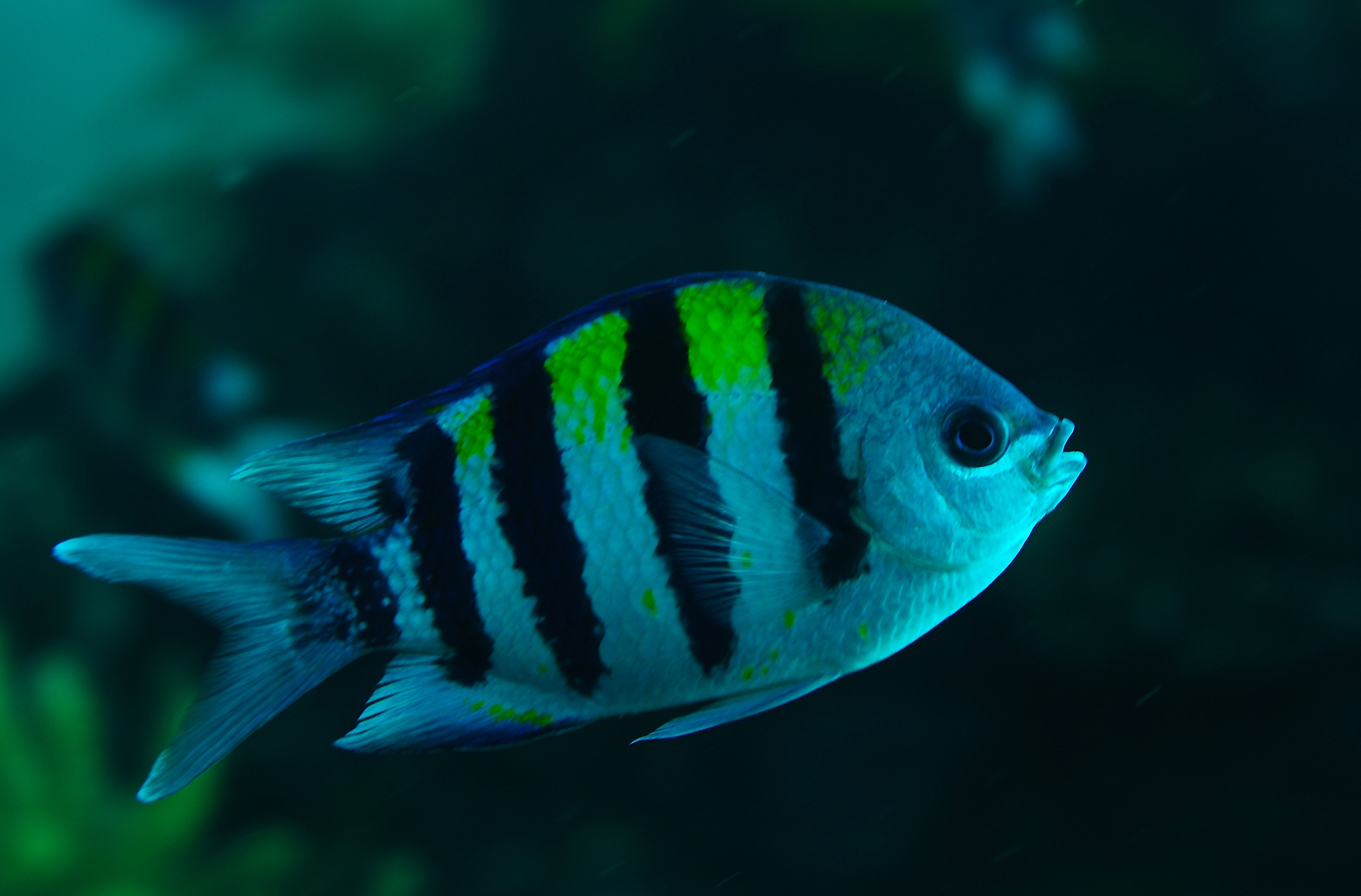
六線豆娘魚Abudefduf sexfasciatus

## 生態
本魚棲息於潮池或向海斜坡珊瑚茂盛的地區，常成群結隊地行動。屬雜食性，以動物性浮游生物和藻類為主食。

## 經濟利用
可供釣遊、觀賞及食用，體型小，經濟價值低。

## 飼養
军曹,非常强壮，适应力极强，能够轻易适应任何水质，不受影响。随着体型越来越大
军曹的好战性格,会越来越明显，侵略性,在魔仔魚中也算数一数二，会追击附近的细小鱼类。它们会捕食细小的虾类，例如,葵虾、性感虾等等，也会啄食软体珊瑚的息肉或新生的珊瑚水螅体。